# Arnaud Hauchard
Arnaud Hauchard (ur. 15 listopada 1971) – francuski szachista, arcymistrz od 2000 roku.

## Kariera szachowa
W roku 1990 reprezentował Francję w mistrzostwach świata juniorów do lat 20, rozegranych w Santiago. Wielokrotnie startował w finałach indywidualnych mistrzostw Francji, największy sukces osiągając w roku 1992 w Strasburgu, gdzie zdobył srebrny medal (w dogrywce o tytuł mistrza kraju przegrywając z Manuelem Apicellą). W 1996 podzielił II miejsce w otwartym turnieju w Genewie (za Igorem Chenkinem, wraz z m.in. Jean-Lukiem Chabanonem, Mišo Cebalo i Jānisem Klovānsem), w 1998 zwyciężył w Herclijji (przed m.in. Lwem Psachisem) oraz zajął III lokatę w Belfort (za Michaiłem Gurewiczem i Rusłanem Ponomariowem, a przed Wiktorem Bołoganem, Eduardasem Rozentalisem i Jean-Markiem Degraeve). W 2000 podzielił III miejsce w silnie obsadzonym openie w Úbedzie (za Artaszesem Minasjanem i Pawłem Tregubowem, wraz z m.in. Aleksandrem Griszczukiem, Aleksandrem Motylowem i Siergiejem Dołmatowem). W 2007 zajął II miejsce (za Ahmedem Adlym) w Bahrajnie.
W latach 90. należał do podstawowych zawodników reprezentacji Francji: dwukrotnie (1998, 2000) uczestniczył w szachowych olimpiadach, również dwukrotnie (1992, 1997) w drużynowych mistrzostwach Europy, a w roku 1993 w młodzieżowych (do lat 26) drużynowych mistrzostwach świata, na których szachiści francuscy zdobyli brązowe medale.
W 2010 był kapitanem narodowej drużyny na olimpiadzie rozegranej w Chanty-Mansyjsku. W 2011 został oskarżony o współudział w oszustwie podczas olimpiady, polegającym na podpowiadaniu posunięć przy pomocy krótkich wiadomości tekstowych, a następnie usunięty ze stanowiska kapitana reprezentacji Francji. W 2012 został przez Międzynarodową Federację Szachową zdyskwalifikowany za to przewinienie na 3 lata (licząc od 1 sierpnia 2012).
Najwyższy wynik rankingowy w dotychczasowej karierze osiągnął 1 lipca 2011; mając 2547 punktów, zajął wówczas 14. miejsce wśród szachistów francuskich.